# Quatrième rang

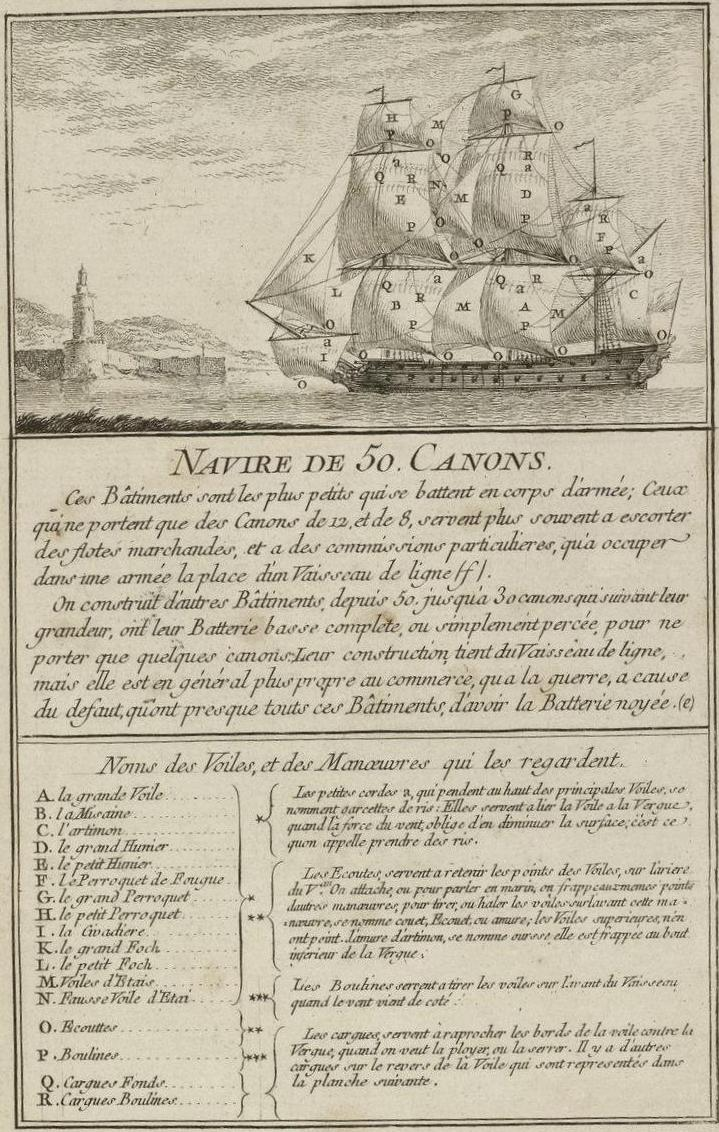
Modèle de petit vaisseau de 50 canons du milieu du XVIIIe siècle caractéristique du classement dit de « quatrième rang ».

Le quatrième rang (fourth-rate) est, entre le milieu du XVIIe siècle et le milieu du XIXe siècle, une dénomination utilisée par la Royal Navy pour classer un navire de guerre à voile ayant comme caractéristique principale un nombre de canons compris entre 48 et 60.
Dans la Marine française, le classement par rang est utilisé sous le règne de Louis XIV : les vaisseaux de quatrième rang sont, selon le règlement de 1669, des navires de 600 à 800 tonneaux armés d'environ 40 canons ; en 1689 y sont classés les vaisseaux d'environ 700 tonneaux portant environ 44 canons. Ce sont des deux-ponts.
À partir du début du XVIIIe siècle, les navires de guerre français sont désormais classés selon leur armement : aucune unité de 40 à 50 canons n'est lancée pour la Marine (les indiens de la Compagnie mis à part) avant le développement des frégates de 24 à l'extrême fin du XVIIIe siècle (exemple : la Forte, lancée en 1794).